# Циклон в Бангладеш (1991)
Циклон в Бангладеш (англ. 1991 Bangladesh cyclone) — стихийное бедствие, которое обрушилось на побережье Бангладеш и северо-восток Индии в конце апреля 1991 года став одним из самых смертоносных тропических циклонов за всю историю постоянных метеорологических наблюдений.
Тропический циклон, образовавшийся 24 апреля 1991 года в результате большой зоны конвекции над Бенгальским заливом, первоначально развивался постепенно, извиваясь над южной частью залива. 28 апреля шторм начал ускоряться двигаясь на северо-восток под влиянием юго-западных ветров и 29 апреля значительно усилился до суперциклонического шторма у побережья Бангладеш. После выхода на берег в районе города Читтагонг на юго-востоке Бангладеш скорость ветра достигала 250 км/ч. Шквальный ветер бушевал в прибрежных районах и близлежайших островах около 12 часов. По мере продвижения через северо-восточную Индию, циклон быстро ослабел, превратившись в остаточный минимум над провинцией Юньнань в западном Китае.
Апрельский циклон 1991 года стал одной из самых смертоносных природных стихий, когда-либо зарегистрированных в бассейне. Циклон вызвал штормовой нагон высотой более 6 метров, который затопил береговую линию, в результате чего погибло по меньшей мере 138 866 человек. Также был нанесен материальный ущерб на сумму около 1,7 миллиарда долларов США (по курсу 1991 года).
В Читтагонге погибло около 25 000 человек, в Баншкали около 40 тысяч. Пострадало более 13 миллионов человек. Было разрушено около 1 миллиона домов, в результате чего 10 миллионов человек остались без крова. Штормовой нагон смыл с лица земли целые деревни, а сельскохозяйственные угодья остались под водой на 2-3 недели, что почти полностью уничтожило урожай. JTWC отследил, как циклон двигался на северо-восток из Бангладеш в северную Мьянму, рассеиваясь в западном Китае над провинцией Юньнань. По данным IMD, на северо-востоке Индии продолжительные дожди и порывистые ветры затронули штаты Трипура и Мизорам, что привело к человеческим жертвам. Множество домов в этих двух штатах были разрушены или повреждены, а прерванная связь мешала оказывать своевременную помощь пострадавшим. Позднее комиссия исследовавшая обстоятельства катастрофы пришла к выводу, что в результате стихии погибли в основном дети в возрасте до 10 лет и женщины старше 40.

## Операция «Морской ангел»
Катастрофические последствия циклона сподвигли Соединённые Штаты Америки и другие страны провести операцию «Морской ангел» (англ. Operation Sea Angel), одну из крупнейших когда-либо проводившихся спасательных операций XX века.
Десантная группа ВМС Соединённых Штатов Америки, состоящая из 15 кораблей и 2500 человек, вернувшаяся в США после войны в Персидском заливе, была переброшена в Бенгальский залив, чтобы оказать помощь примерно 1,7 миллионам пострадавших. Это было частью операции «Морской ангел», одной из крупнейших когда-либо проводившихся военнослужащими операций по оказанию помощи при стихийных бедствиях, в которой также участвовали Великобритания, Китай, Индия, Пакистан и Япония.
Операция «Морской ангел» началась 10 мая 1991 года, когда президент США Джордж Герберт Уокер Буш поручил американским военным оказать гуманитарную помощь выжившим. Объединенная оперативная группа на случай непредвиденных обстоятельств под командованием генерал-лейтенанта Генри Чарльза Стэкпола, состоящая из более чем 400 морских пехотинцев и 3000 моряков, была отправлена в Бангладеш для обеспечения населения продовольствием, водой и медицинской помощью. Усилия участников, включавшие 3300 тонн грузов, спасли множество жизней. В наиболее пострадавшие прибрежные районы и низменные острова Бенгальского залива гуманитарная помощь доставлялась вертолётами, катерами и десантными лодками.
Военные также предоставили медицинские и инженерные группы для работы со своими коллегами из Бангладеш и международной делегацией по оказанию помощи в лечении выживших и сдерживанию вспышки диареи, вызванной загрязненной питьевой водой. Были построены водоочистные сооружения, и распространенность диареи среди населения снизилась до уровня ниже, чем он был до циклона.
После ухода эскадры, 500 военнослужащих, два грузовых самолета С-130, пять вертолетов «Blackhawk» и четыре малых десантных корабля остались, чтобы помочь завершить операции по оказанию помощи в отдаленных районах, восстановить и наполнить продовольственные склады. Десантный корабль военный корабль США «Сент-Луис (LKA-116)» доставил из Японии большое количество лекарств.